# Асадук
Асадук (? - після 1079 року) - половецький хан, учасник русько-половецьких воєн.

## Біографія
Ім'я половецького хана тюркського походження. М. Баскаков виводив його від es-i oduq у значенні «бадьорий, уважний».
Учасник русько-половецьких воєн. Взимку 1078-1079 року разом з іншими половецькими ханами Сауком і Белкатгіном здійснив похід на Русь, в результаті якого було спалено місто Стародуб і розорені його околиці. Князь Володимир Мономах зі своєю чернігівською дружиною та союзними йому половцями наздогнав нападників і розгромив їх на Десні. Асадук та Саук потрапили в полон.
Хан Белкатгін був розгромлений наступного дня на схід від Новгорода-Сіверського. При цьому були звільнені бранці.
І. М. Івакін припускав на підставі можливої плутанини д (Асадук) і л (Асалук), що він міг бути тестем князя Олега Святославича. Але достовірно стверджувати це не можна.